# Matt Freije
Matthew Wayne "Matt" Freije (nacido el 2 de octubre de 1981 en Overland Park, Kansas) es un exjugador de baloncesto estadounidense nacionalizado libanés. Con 2,08 metros de estatura, jugaba en la posición de ala-pívot.

## Trayectoria deportiva

### Universidad
Jugó durante cuatro temporadas con los Commodores de la Universidad Vanderbilt, en las que promedió 15,6 puntos y 4,9 rebotes por partido. En los cuatro años fue incluido en alguno de los mejores quintetos de la Southeastern Conference, haciéndolo en el mejor de novatos en 2001, y en el mejor absoluto en su última temporada, en 2004. Acabó su carrera como líder histórico de anotación de su universidad, con 1.891 puntos.

### Profesional
Fue elegido en la quincuagésimo tercera posición del Draft de la NBA de 2004 por Miami Heat, pero fue cortado junso antes de comentza la temporada, fichando a la semana siguiente como agente libre por New Orleans Hornets. Allí jugó durante tres meses, participando en 23 partidos en los que promedió 4,0 puntos y 2,7 rebotes. Tras terminar la temporada en loa Nashville Rhythm de la ABA, al año siguiente ficha por los Idaho Stampede de la CBA, donde promedia 19,5 puntos y 6,3 rebotes por partido, con un breve paso entre medio por el Olympiacos B.C. de la liga griega, quienes lo fichan únicamente para disputar la Euroliga, pero regresando a su país tras dos partidos por problemas económicos con el club griego.
En 2006 regresa a la NBA para fichar por Atlanta Hawks, donde en dos meses disputa 19 partidos, en los que promedia 2,1 puntos y 1,3 rebotes. A partir de ese momento, durante los veranos disputa la liga de Puerto Rico y las ligas de verano de la NBA mientras que el resto del año lo pasa jugando en equipos de medio mundo. En 2007 ficha por los Artland Dragons de la Basketball bundesliga, donde promedia 7,8 puntos y 3,5 rebotes, para posteriormente jugar en equipos del Líbano (país del que acabaría nacionalizándose), China y Uruguay, firmando en agosto de 2011 por el Guangzhou Free Man, y el 2 de enero de 2012 para Hebraica y Macabi.

### Selección de Líbano
En 2009 se nacionalizó libanés, disputando el Campeonato Mundial de Baloncesto de 2010 en Turquía con su selección, en el que acabaron en decimoséptima posición.

## Estadísticas de su carrera en la NBA

### Temporada regular
| Temporada | Edad | Equipo              | Liga | P  | TIT | MIN  | TC  | TCA | %TC  | 3P  | 3PA | %3P  | TL  | TLA | %TL  | R.OF. | R.DEF. | REB | ASIS | ROB | TAP | PER | FP  | PTS |
| 2004-05   | 23   | New Orleans Hornets | NBA  | 23 | 11  | 19.2 | 1.6 | 5.5 | .291 | 0.6 | 2.3 | .259 | 0.2 | 0.3 | .625 | 0.7   | 2.0    | 2.7 | 0.9  | 0.6 | 0.1 | 0.7 | 1.7 | 4.0 |
| 2006-07   | 25   | Atlanta Hawks       | NBA  | 19 | 0   | 7.7  | 0.8 | 2.8 | .296 | 0.2 | 1.2 | .136 | 0.3 | 0.3 | .833 | 0.4   | 0.8    | 1.3 | 0.4  | 0.2 | 0.1 | 0.2 | 0.7 | 2.1 |
| Total     |      |                     | NBA  | 42 | 11  | 14.0 | 1.3 | 4.3 | .293 | 0.4 | 1.8 | .224 | 0.2 | 0.3 | .714 | 0.6   | 1.5    | 2.0 | 0.6  | 0.4 | 0.1 | 0.5 | 1.3 | 3.2 |